# Casével (Santarém)
Casével ist ein Ort und eine ehemalige Gemeinde (Freguesia) im portugiesischen Kreis Santarém. Die Gemeinde hatte 859 Einwohner (Stand 30. Juni 2011).
Am 29. September 2013 wurden die Gemeinden Casével und Vaqueiros zur neuen Gemeinde União das Freguesias de Casével e Vaqueiros zusammengeschlossen. Casével ist Sitz dieser neu gebildeten Gemeinde.